# Beverstedt

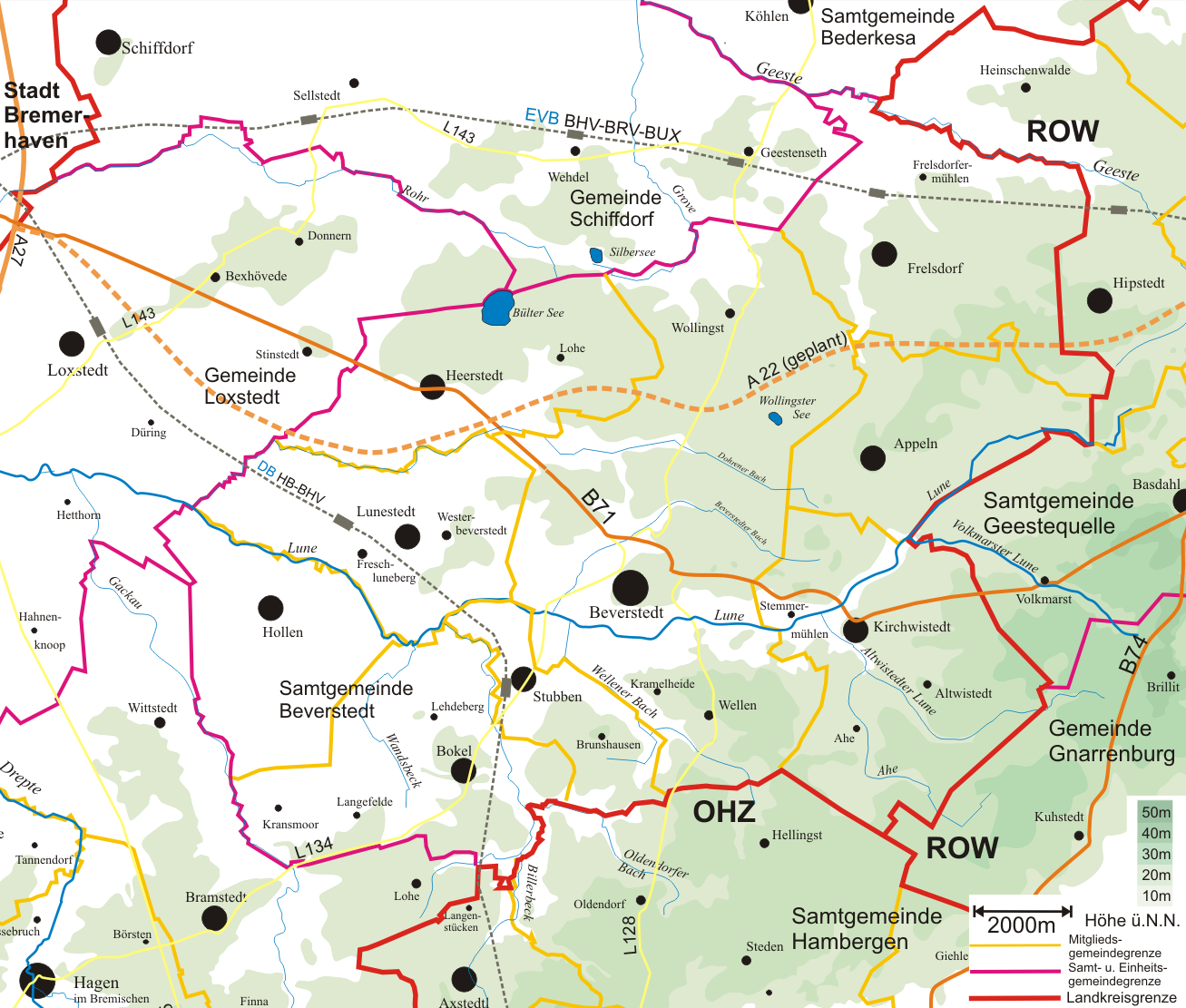
De kernen in de Einheitsgemeinde Beverstedt

Beverstedt (Nederduits: Bevers) is een gemeente in de Duitse deelstaat Nedersaksen. De huidige gemeente werd gevormd in 2011 uit de tot dan zelfstandige gemeenten van de Samtgemeinde Beverstedt in het Landkreis Cuxhaven. De Samtgemeinde werd opgeheven. Beverstedt telt 13.569 inwoners.

## Indeling van de gemeente
Beverstedt is zetel van de Einheitsgemeinde Beverstedt, waartoe de volgende plaatsen behoren: 
|                  | Aantal inw. | Oppervlakte in km² |
| 01. Appeln       | 0439        | 14,52              |
| 02. Beverstedt   | 3942        | 25,16              |
| 03. Bokel        | 2394        | 20,98              |
| 04. Frelsdorf    | 0633        | 25,36              |
| 05. Heerstedt    | 0397        | 18,97              |
| 06. Hollen       | 0790        | 15,67              |
| 07. Kirchwistedt | 0442        | 25,17              |
| 08. Lunestedt    | 2562        | 17,25              |
| 09. Stubben      | 1521        | 08,64              |
| 10. Wellen       | 0365        | 11,92              |
| 11. Wollingst    | 0336        | 14,46              |

Gemeentetotaal: 13.821 inwoners op een oppervlakte van 19.811 hectare. 
Peildatum: 31 december 2023. Bron: Website gemeente Beverstedt.

### Totstandkoming van de gemeente
Op 1 november 2011 werden de Samtgemeinde en de tot dan toe zelfstandige gemeenten opgeheven en de gemeente Beverstedt uit de deelnemende gemeenten van de Samtgemeinde heropgericht.
Tot het vlek Beverstedt in de voormalige Samtgemeinde Beverstedt behoorden de ortsteile Deelbrügge, Heyerhöfen, Kramelheide, Osterndorf, Spintenkamp, Taben, Wachholz, Wehldorf, Wellen, Wollingst en Beverstedtermühlen. De gemeenteraad besloot, in de toenmalig zelfstandige gemeenten en daarnaast de enkele jaren daarvoor in het vlek Beverstedt opgenomen kernen Wellen en Wollingst dorpsvertegenwoordigers aan te stellen.
In 2012 werd ook het gemeentewapen van Beverstedt vervangen. Het huidige wapen vertoont een bever, het dier, waar de plaats naar is genoemd, alsmede elf eikenbladen, die de elf gemeentedelen symboliseren.

## Geografie, verkeer
Door de gemeente loopt een riviertje, de Lune. Dit bij Bremerhaven in de Wezer uitmondende stroompje is niet voor grotere vaartuigen dan kano's en kleine roeibootjes bevaarbaar.
De belangrijkste verkeersader in de gemeente is de Bundesstraße 71. De dichtstbijzijnde aansluiting op een Autobahn is afrit 9, aan de B 71, van de Autobahn A 27, 18 km ten noordwesten van Beverstedt, aan de oostkant van de stad Bremerhaven. Er zijn vergevorderde plannen, om door het gebied een nieuwe autosnelweg aan te leggen, de A 20 die Hamburg met o.a. Wilhelmshaven en Oost-Friesland moet gaan verbinden. Het is de bedoeling, dat Beverstedt een afrit aan deze A 20 zal krijgen. Vooralsnog lijkt het tot na 2030 te gaan duren, voordat deze  Autobahn in gebruik komt.
Aan de tussen 1862 en 1869 geopende spoorlijn Wunstorf - Bremerhaven hebben Stubben en Lunestedt kleine stations, op respectievelijk 20 en 15 km afstand ten zuiden van Bremerhaven Hbf.
Aan de Spoorlijn Bremerhaven-Wulsdorf - Buchholz heeft Frelsdorf een klein station, 20 km ten oosten van Bremerhaven-Wulsdorf.
Openbaar vervoer per bus is beperkt tot een streekbusverbinding met Bremerhaven en een net van belbussen.

### Naburige gemeentes
- In het noordwesten: Loxstedt en verderop Bremerhaven
- In het noorden: Schiffdorf en verderop Cuxhaven
- In het noordoosten: Geestland
- In het oosten: Samtgemeinde Geestequelle, de dorpen Hipstedt en Basdahl
- In het zuidoosten: Gnarrenburg
- In het zuiden: Samtgemeinde Hambergen, de dorpen Axstedt en Holste
- In het zuidwesten: Hagen im Bremischen

## Economie
De gemeente ligt tamelijk dicht bij Bremerhaven. Veel inwoners van de dorpen onder Beverstedt zijn woonforensen, die in die stad een baan hebben.
Enkele dorpen, zoals Lunestedt, hebben een aan goede uitvalswegen gesitueerd bedrijventerrein. Hier is doorgaans alleen lokaal midden- en kleinbedrijf gevestigd.
Een gedeelte van het gemeentegebied bestaat uit nog door professionele boeren bewerkte landbouwgrond. Landhuis Wachholz is de hoofdzetel van een zeer groot land- en bosbouwbedrijf, dat vele honderden hectares akker- en weiland en productiebos exploiteert.
Het toerisme is sedert 1990 in belang toegenomen (wandelen, fietsen, kanoën).

## Geschiedenis

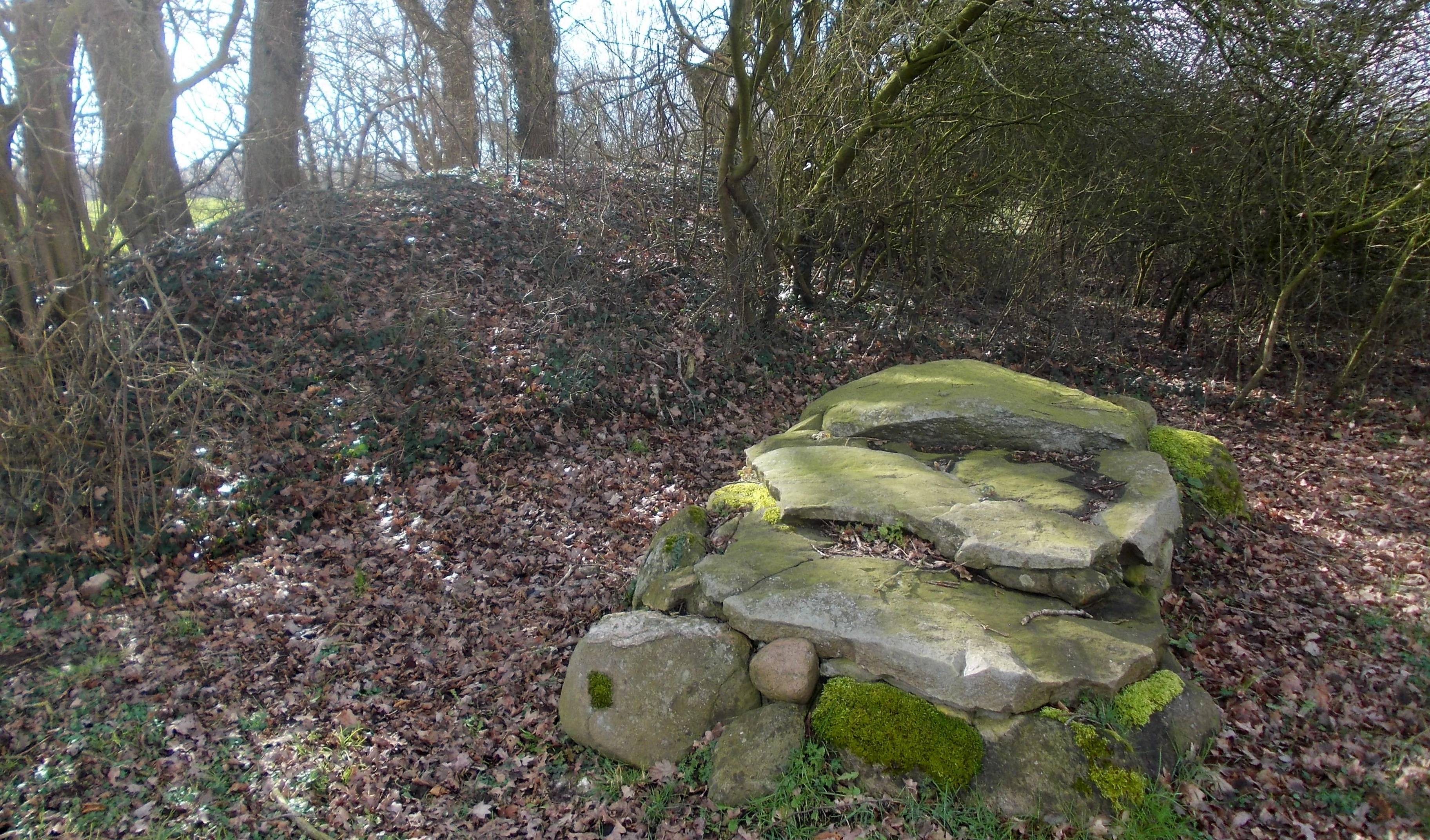
Steenkist van Heerstedt
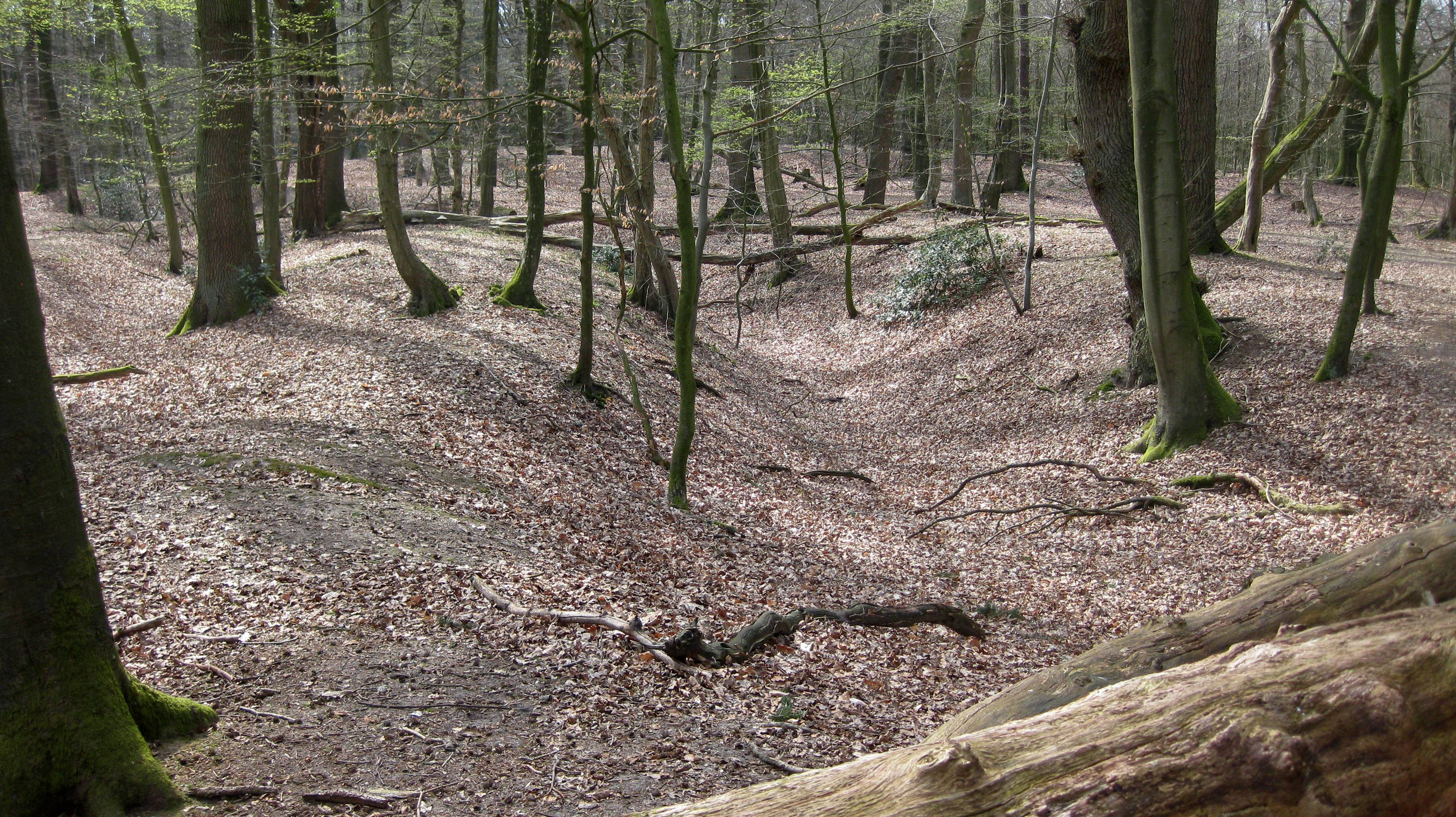
Restanten ringwal Monsilienburg
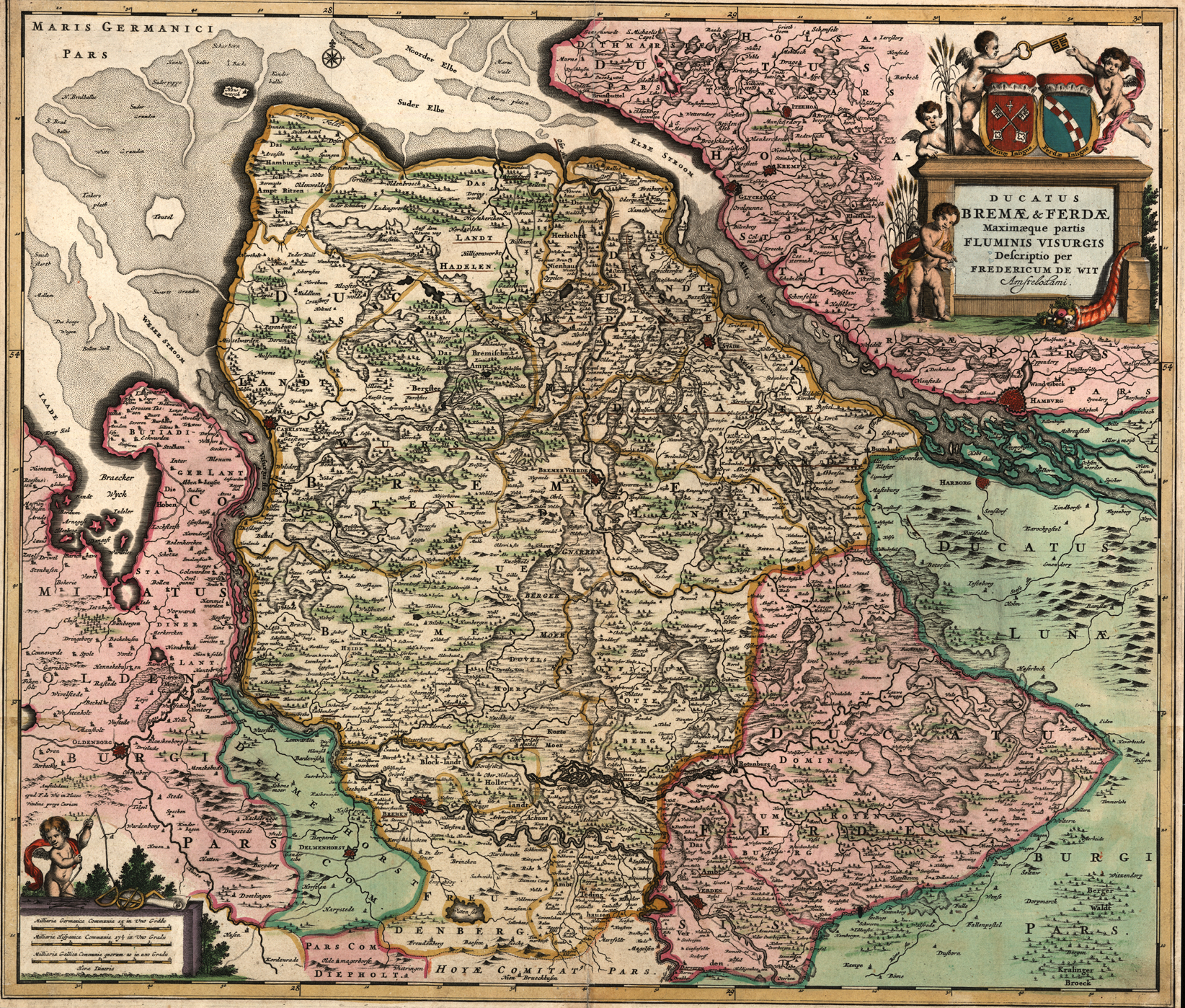
Hollandse kaart van Bremen-Verden, 1655
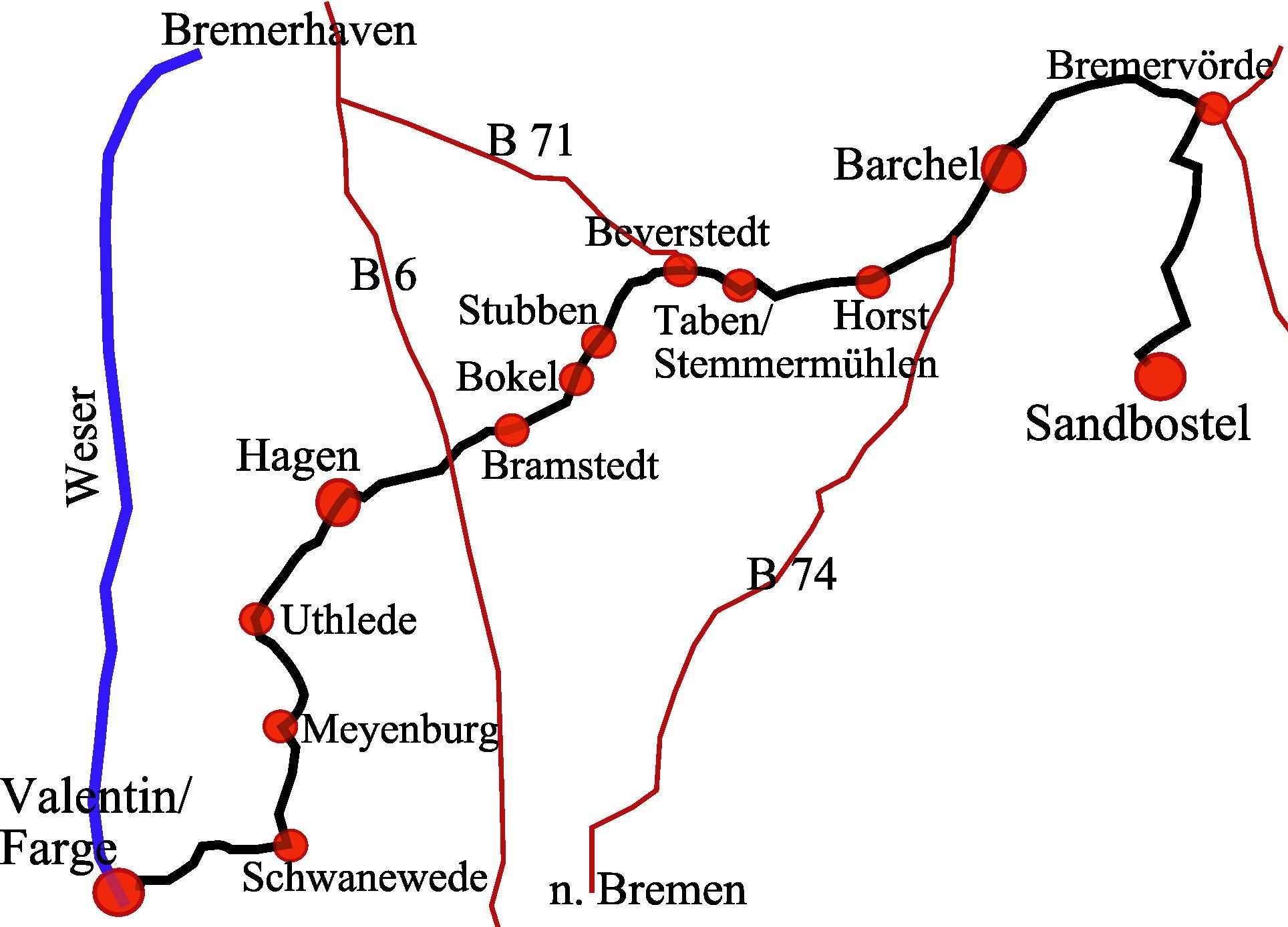
Route dodenmars concentratiekampslachtoffers april 1945
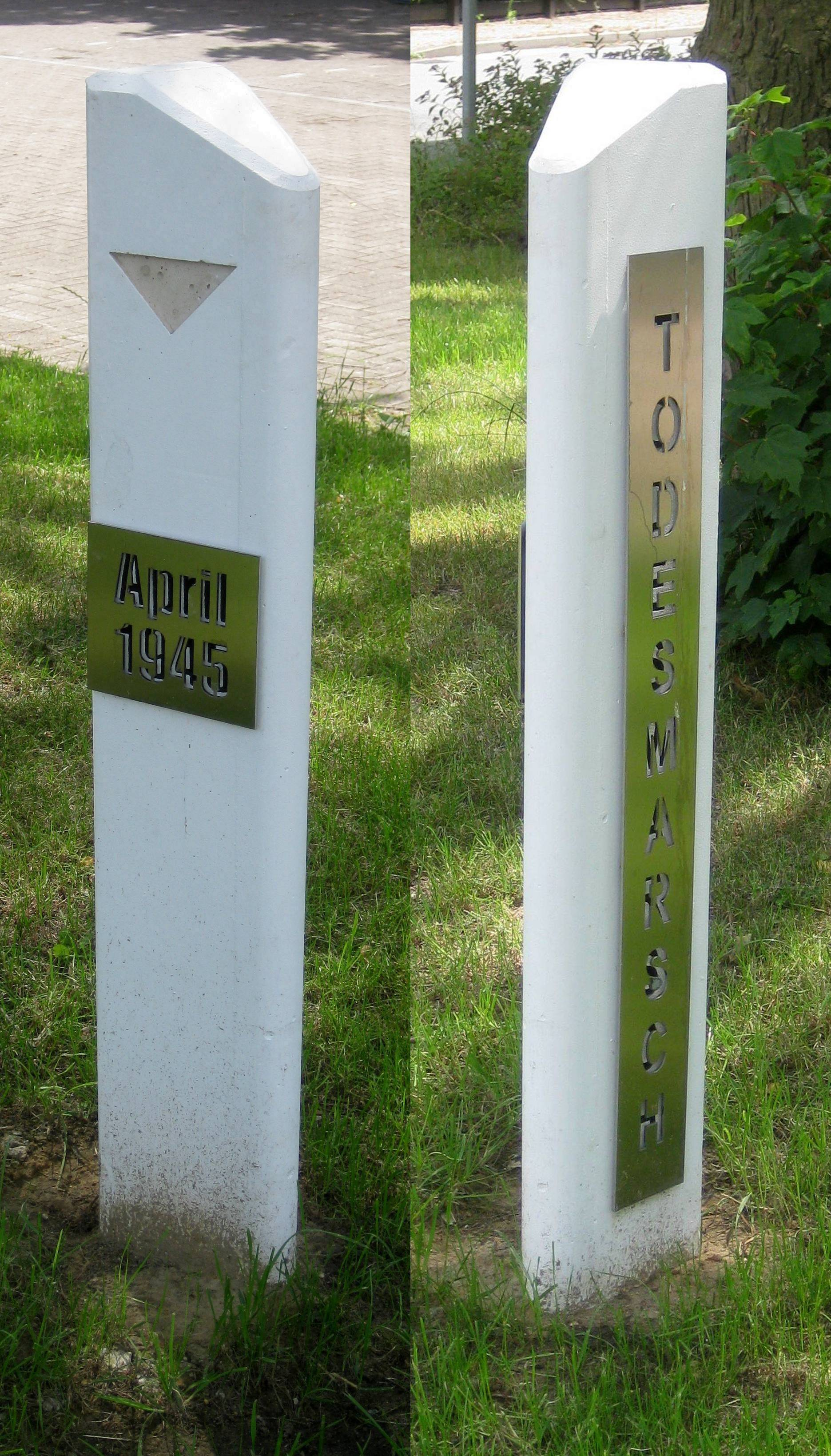
Gedenkstenen langs deze route
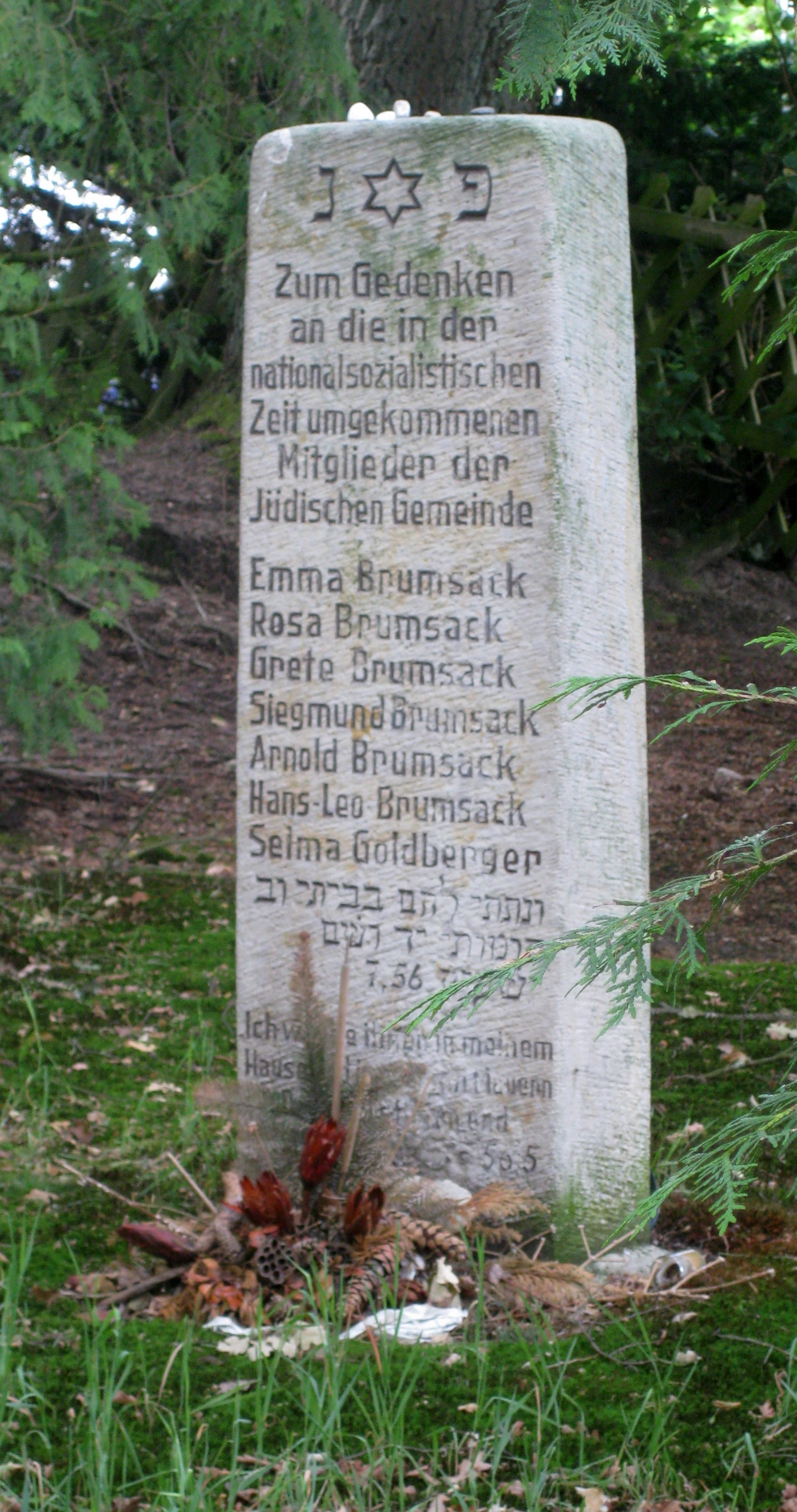
Gedenkteken Holocaust-slachtoffers, Joodse begraafplaats, Beverstedt
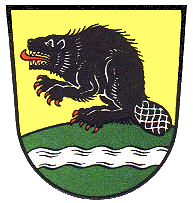
Oude gemeentewapen van Beverstedt

Op verscheidene plekken in de gemeente zijn bij archeologisch onderzoek sporen ontdekt, die aantonen, dat dit gebied al in de prehistorie bewoond was. Onder andere werd in 1938 bij Heerstedt een steenkist ontdekt. In dit graf zijn voorwerpen uit de periode 1500-1250 v.Chr. gevonden. Helaas gingen deze in 1946 verloren bij een brand in het openluchtmuseum, waar de vondsten waren tentoongesteld.
Het oudste dorp in de gemeente is wellicht Lunestedt, dat ontstond uit een samengaan van de dorpen Freschluneberg en Westerbeverstedt. Reeds in 860 komt dit laatste plaatsje  voor in een door Ansgarius opgesteld document, betrekking hebbende op vermeende wonderen rondom het graf van Sint Willehad in de Dom van Bremen.
Beverstedt wordt in 1228 als Beversate voor het eerst in een document vermeld. Omstreeks in dezelfde tijd, mogelijk in 1212, werd ten oosten van Beverstedt in de oorlog, die als Kruistocht tegen de Stedingers bekendstaat, een aan de Lune gelegen ringwal, de Monsilienburg, door de opstandige Stedingers verwoest. In 1666 verwierf het dorp marktrecht en is zodoende sindsdien een vlek.
Het gebied behoorde tot 1933 achtereenvolgens in het algemeen tot de volgende rijken of heerlijkheden:
- Prinsaartsbisdom Bremen (11e eeuw-1648), met tijdens de Dertigjarige Oorlog (1618-1648) enige tijdelijke bezettingen door andere machthebbers
- Bremen-Verden, onder de kroon van Zweden, (1648-1712)
- Denemarken (1712-1715)
- Keurvorstendom Brunswijk-Lüneburg (1715-1810)
- Napoleontische tijd (1810-1815)
- Koninkrijk Hannover (1815-1866)
- Pruisen (1866-1871)
- Duitse Keizerrijk (1871-1919)
- Republiek van Weimar (1919-1933).

Enkele dorpen, waaronder Hollen, liggen nabij het Teufelsmoor en zijn in de 19e eeuw als veenkolonie ontstaan.
In juni 1817 werd het gehele dorp Heerstedt door brand verwoest.
Ook te Beverstedt zijn in de nazi-tijd vanaf de Kristallnacht van november 1938 tot in 1945 Joden slachtoffer geworden van de gruwelijke Jodenvervolging. Op de Joodse begraafplaats van Beverstedt is te hunner gedachtenis een gedenkteken opgericht. Het tragische lot van verscheidene Joden uit Beverstedt en omgeving is na de oorlog onderzocht en uitvoerig gedocumenteerd.
Aan het eind van de Tweede Wereldoorlog, in april 1945, dreven SS'ers en andere nazi's een groep gevangenen uit concentratiekampen, met name Concentratiekamp Farge bij Bremen, op een dodenmars door de streek, ook door de gemeente Beverstedt, naar Kamp Sandbostel; velen kwamen onderweg van ontbering of door mishandeling door de SS'ers om het leven. In juli 1985 liepen tientallen mensen, soms begeleid door historici, geestelijken, plaatselijke politici overlevenden en nabestaanden, dezelfde route om deze nazi-slachtoffers te gedenken.
De gemeente doorstond de Tweede Wereldoorlog zonder grote materiële schade. Na de oorlog zijn enkele dorpen in de gemeente uitgebreid met nieuwbouwwijken voor Heimatvertriebene, uit o.a. Oost-Pruisen, Silezië en Sudetenland uitgewezen Duitsers, en voor mensen, die door bombardementen op naburige steden dakloos waren geworden.

## Bezienswaardigheden, toerisme
- De oudste kerk in de gemeente is de evangelisch-lutherse Johannes-de-Doperkerk te Kirchwistedt. Het godshuis stamt oorspronkelijk vermoedelijk uit 1340. In 1861 werd de kerk echter grotendeels afgebroken en op dezelfde plaats herbouwd. De neogotische kerktoren dateert van 1895. In de kerk staat een monumentaal doopvont, gedateerd 1402.
- De streek wordt gekenmerkt door een gevarieerd landschap (met zowel bos, heide en hoogveen als door beken doorsneden boerenland). Er staan op diverse plaatsen schilderachtige, oude molens en vakwerkboerderijen. Zie ook onderstaande afbeeldingen.
- De streek leent zich voor lange fietstochten. Enkele langeafstands-fietsroutes doen Beverstedt aan.
- Museumboerderij, gepresenteerd als openluchtmuseum, Frelsdorfer Brink te Frelsdorf, met als zwaartepunt de schapenhouderij.
- Museumboerderij Jan vom Moor und Klappstau bij Hollen, met als zwaartepunt het zware, armelijke leven in de veenkoloniën in de 19e eeuw.
- Op het riviertje de Lune kan men kanotochtjes maken. Een groot deel van de Lune maakt deel uit van een 633 hectare groot natuurreservaat, speciaal ingericht ter bescherming van de meervleermuis (Duits: NSG Teichfledermausgewässer). Zie onderstaande link.
- Tussen Beverstedt, Wollingst en Appeln ligt een 4,5 hectare groot meertje, de Wollingster See. Het is grotendeels natuurreservaat, evenals het moerassige bos ten zuiden ervan. Wel ligt aan de Wollingster See een camping. Rondom het meertje loopt een 1.500 m lang wandelpad.
- De monumentale watermolen Deelbrügge op de Lune, halverwege Beverstedt en Stubben, heeft een geschiedenis, die tot het jaar 1500 teruggaat. De molen is nog maalvaardig. Tweemaal per jaar, op Tweede Pinksterdag en op een zondag in september, vindt een evenement plaats, waarbij de molen bezichtigd kan worden, en er maal-demonstraties worden gehouden.

## Afbeeldingen

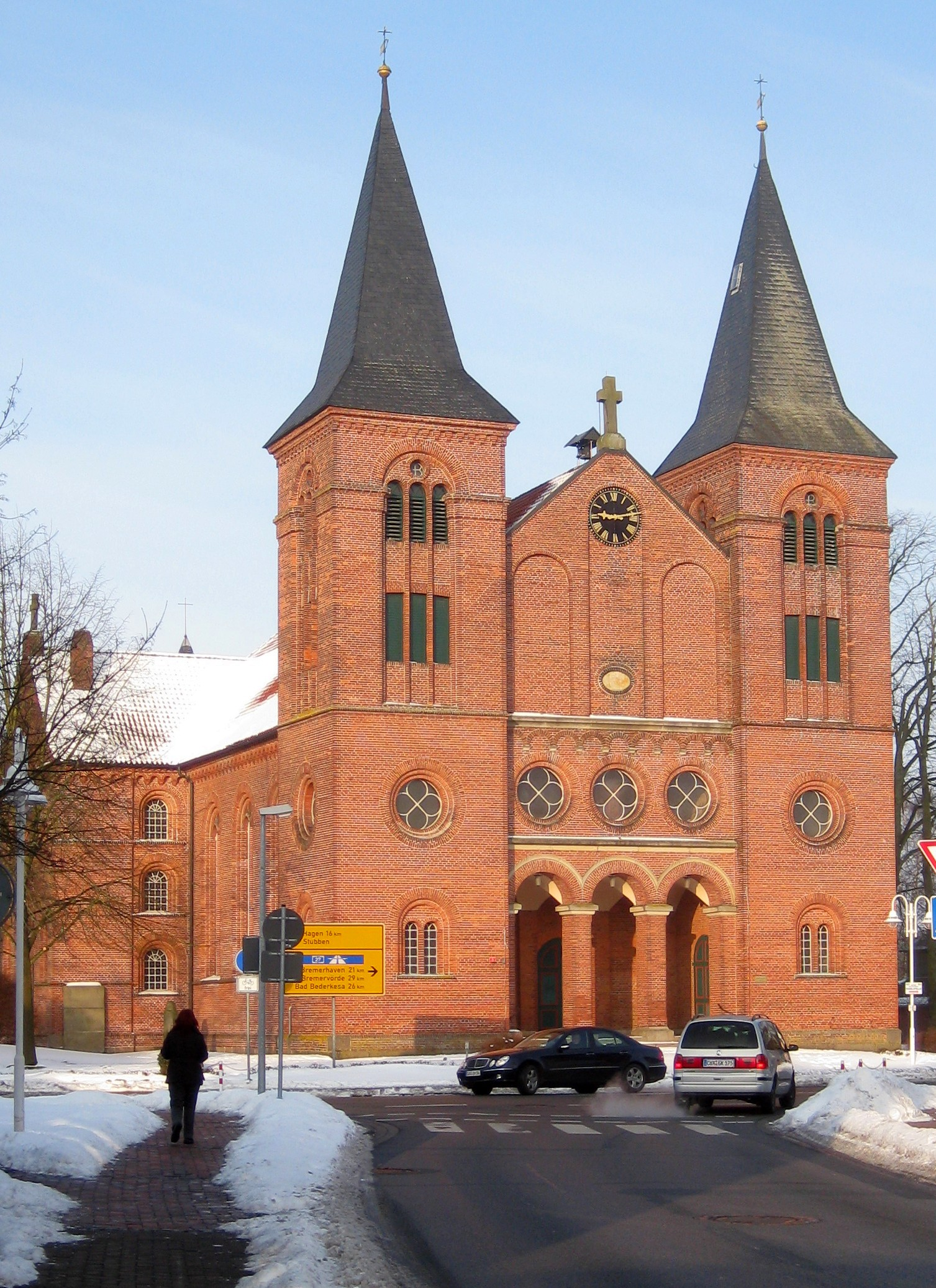
Fabianus- en Sebastianuskerk, Beverstedt (bouwjaar 1851)
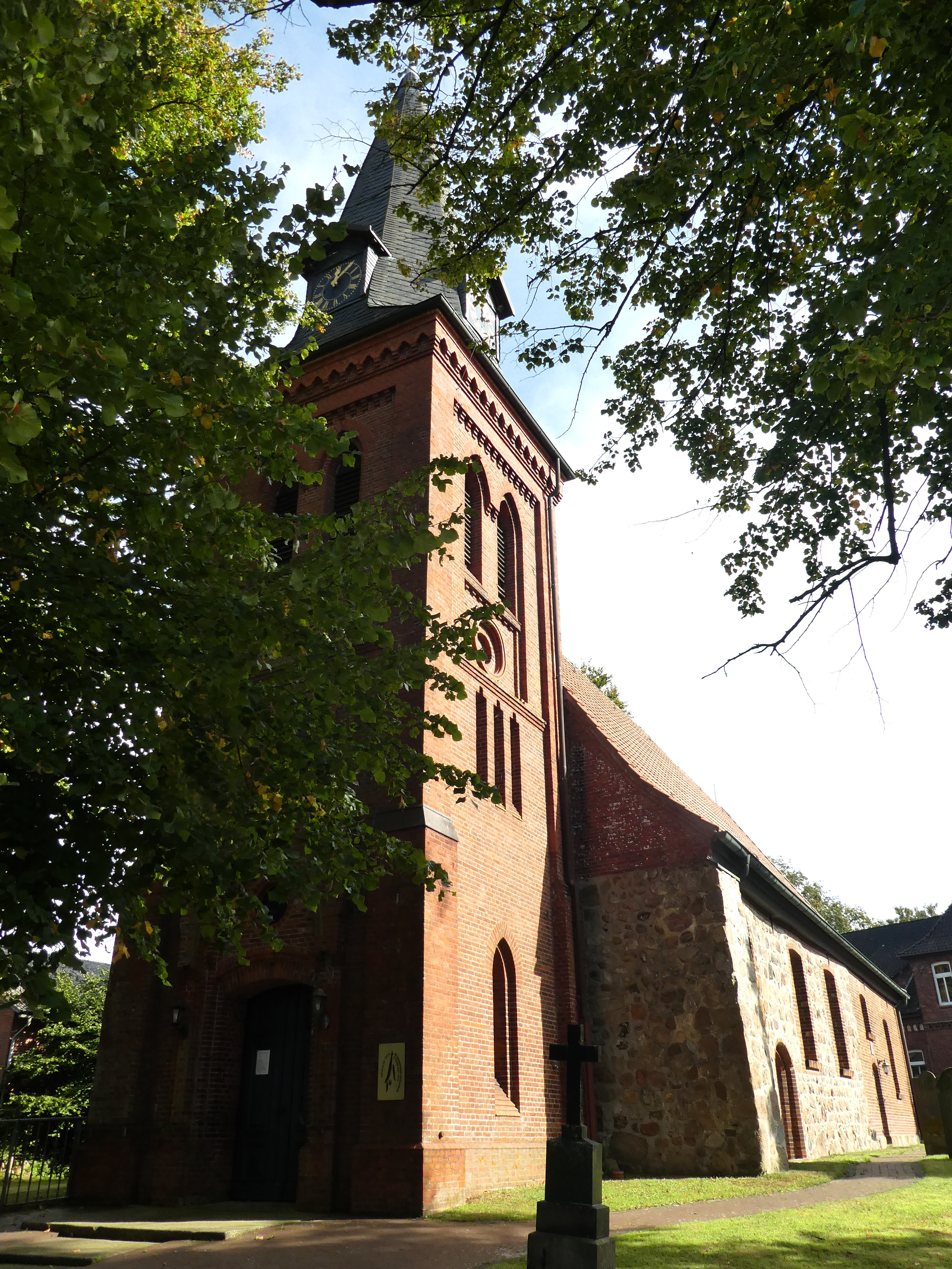
Johannes-de-Doperkerk, Kirchwistedt
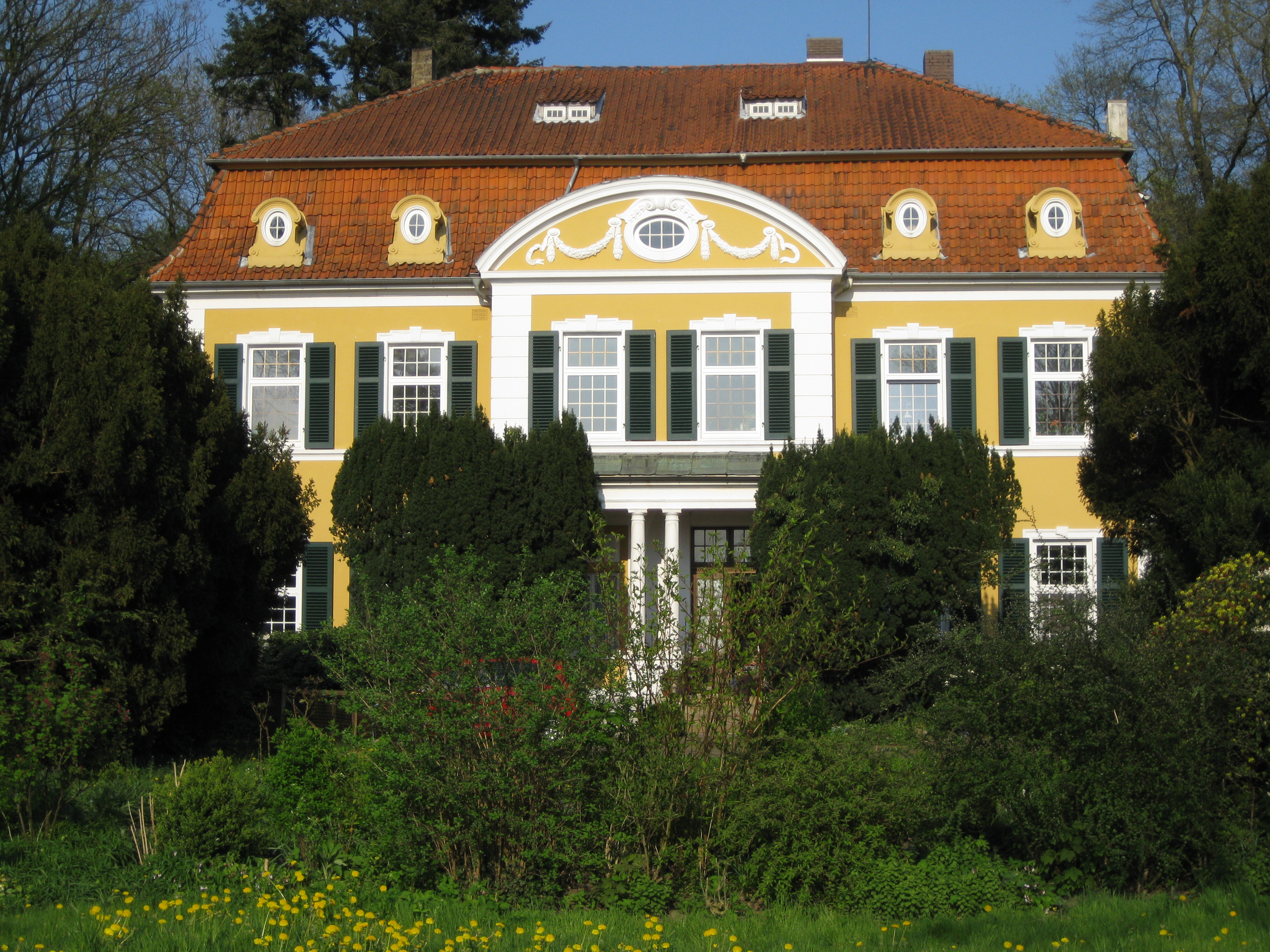
Landhuis Vinnen, (bouwjaar 1902), Beverstedt-Osterndorf
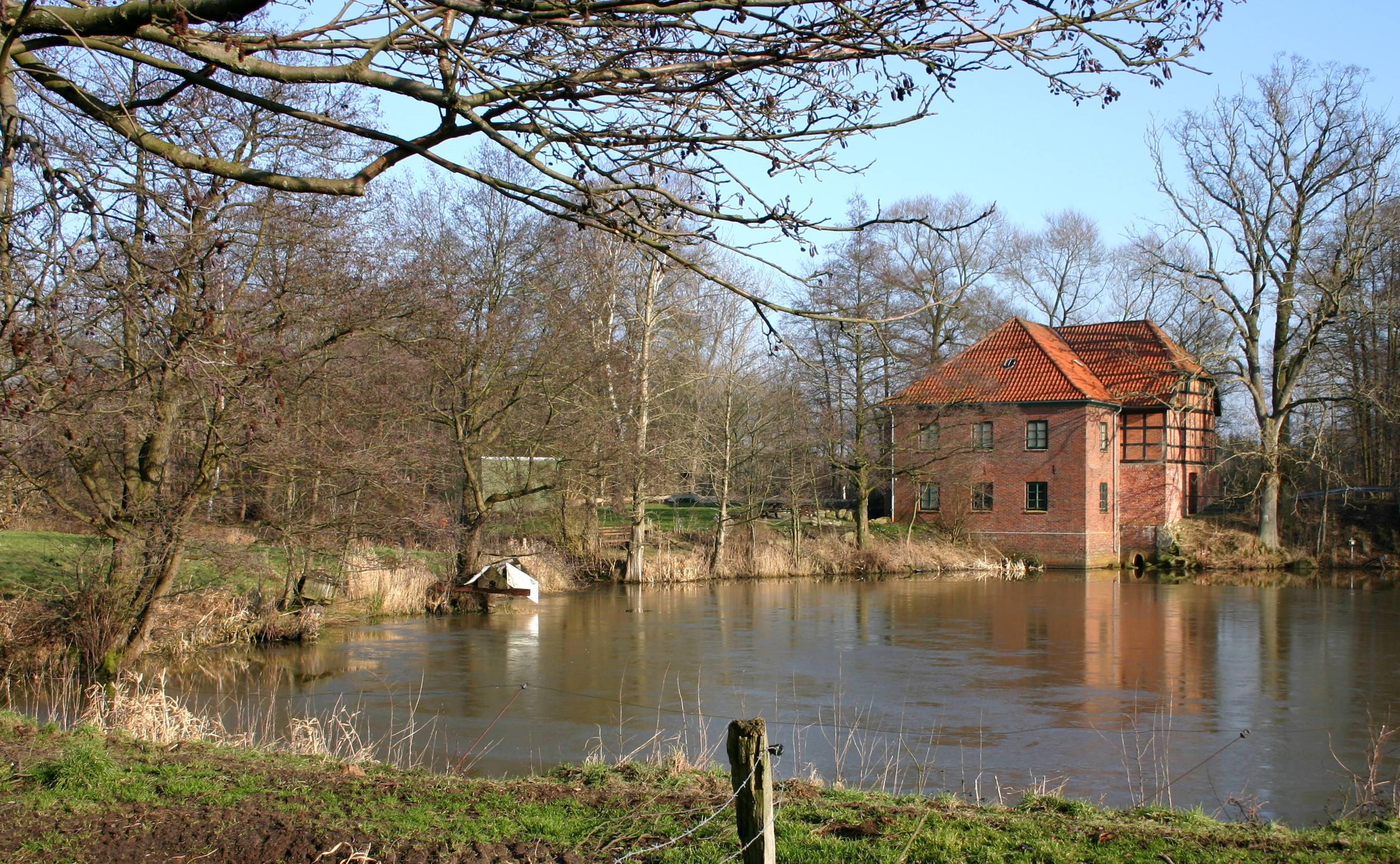
Watermolen Deelbrügge
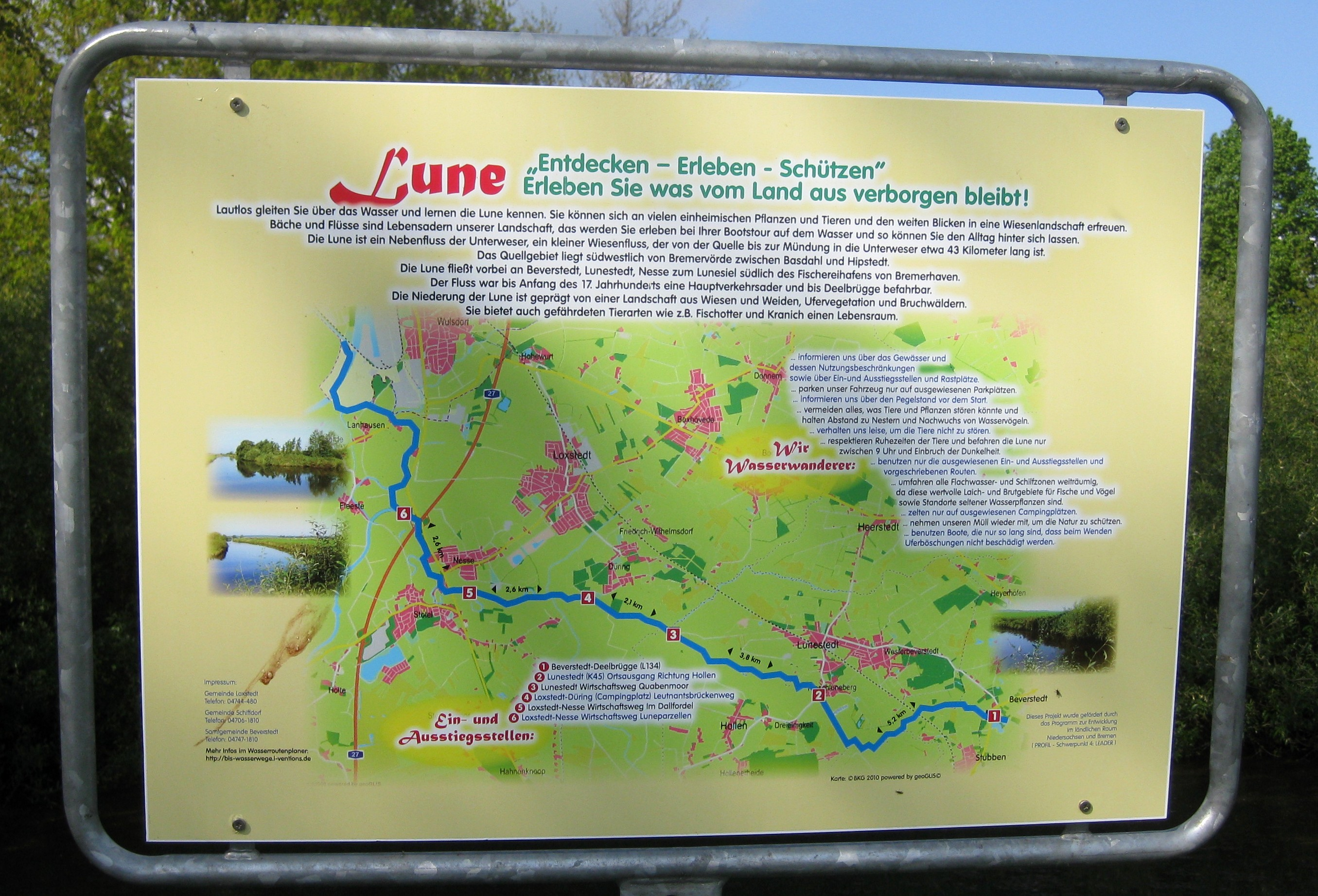
Info-paneel voor kanovaarders op de Lune bij deze molen
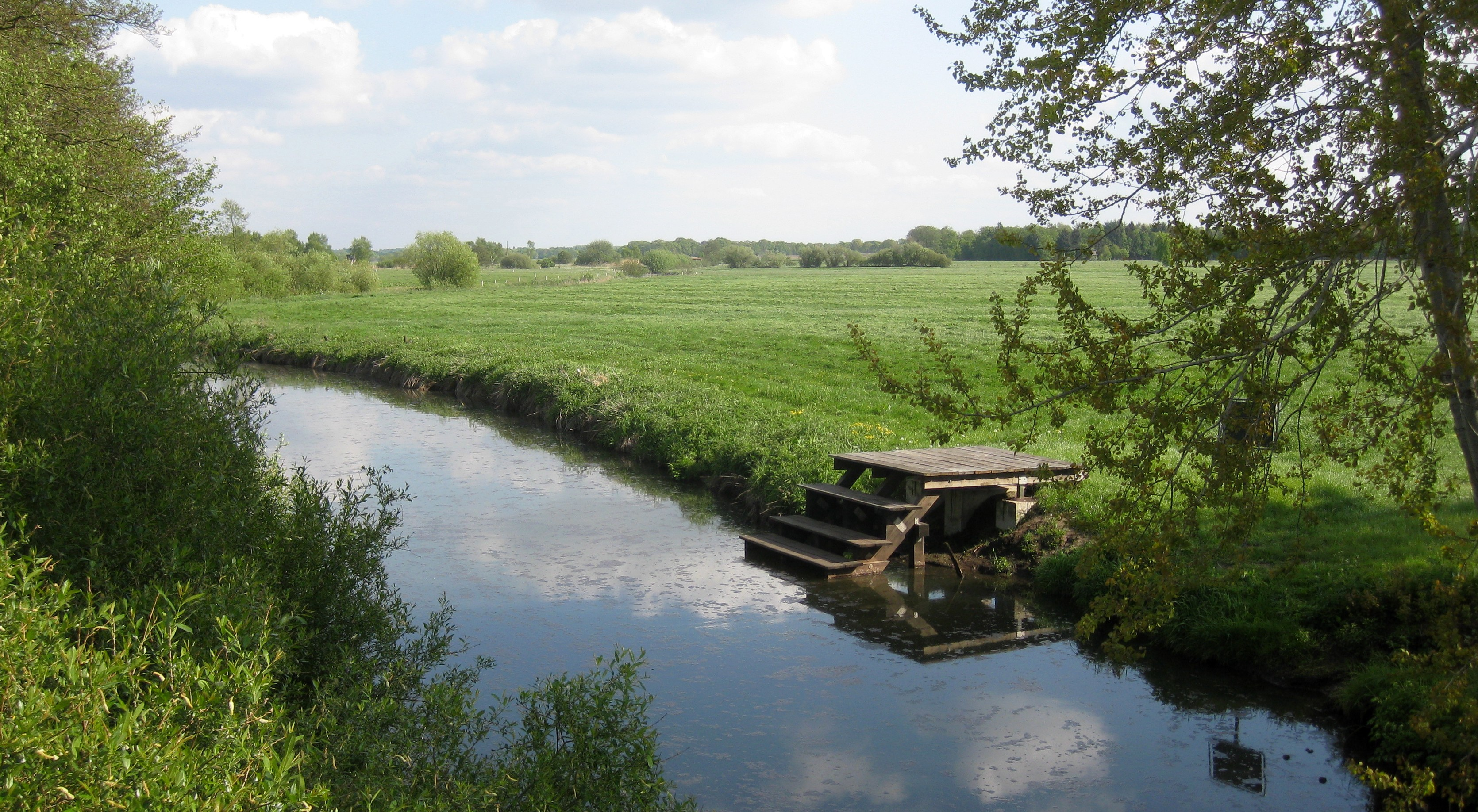
Aanlegsteiger voor kanovaarders aan de Lune, tussen Lunestedt en Hollen
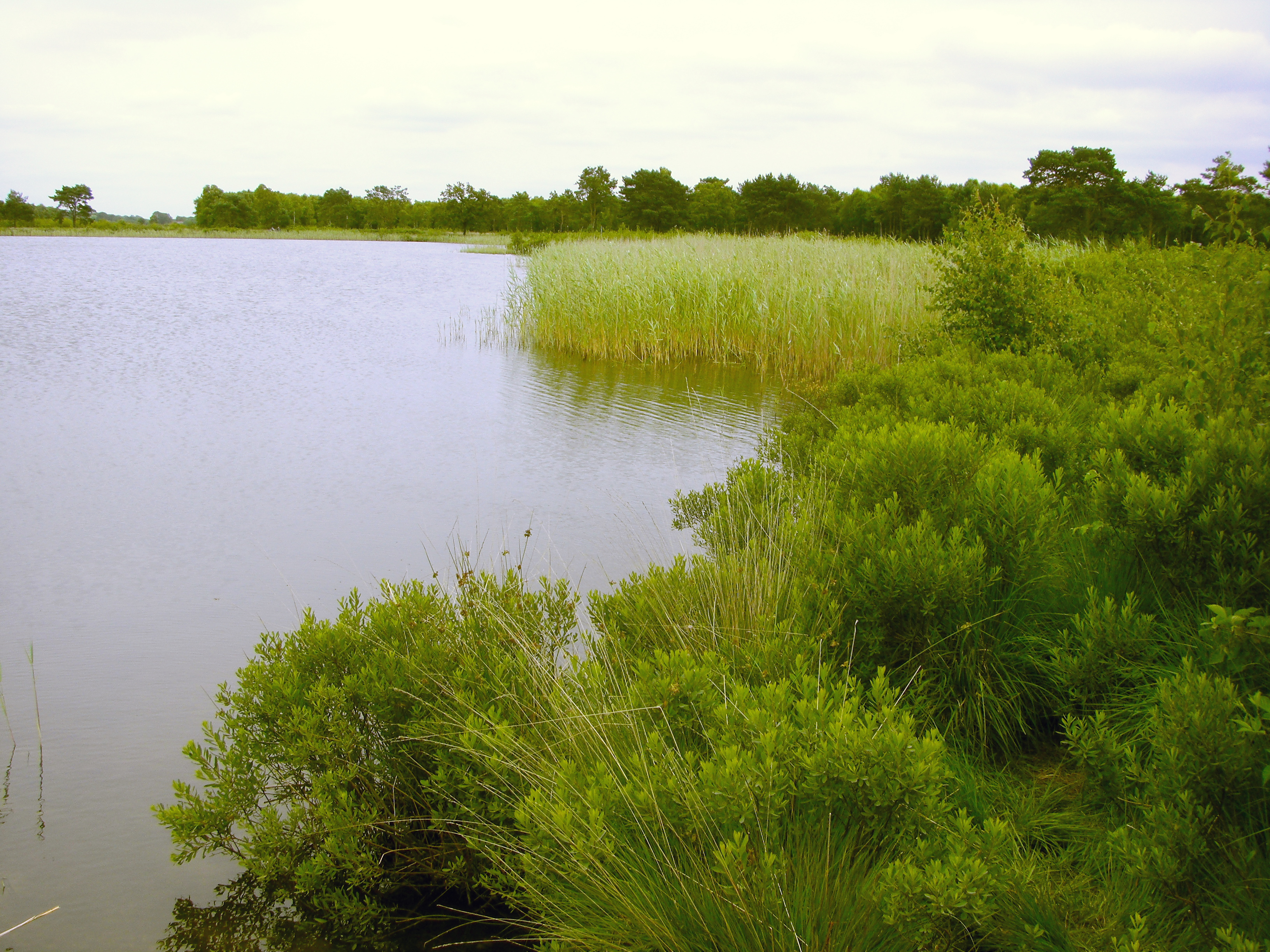
Meertje Wollingster See
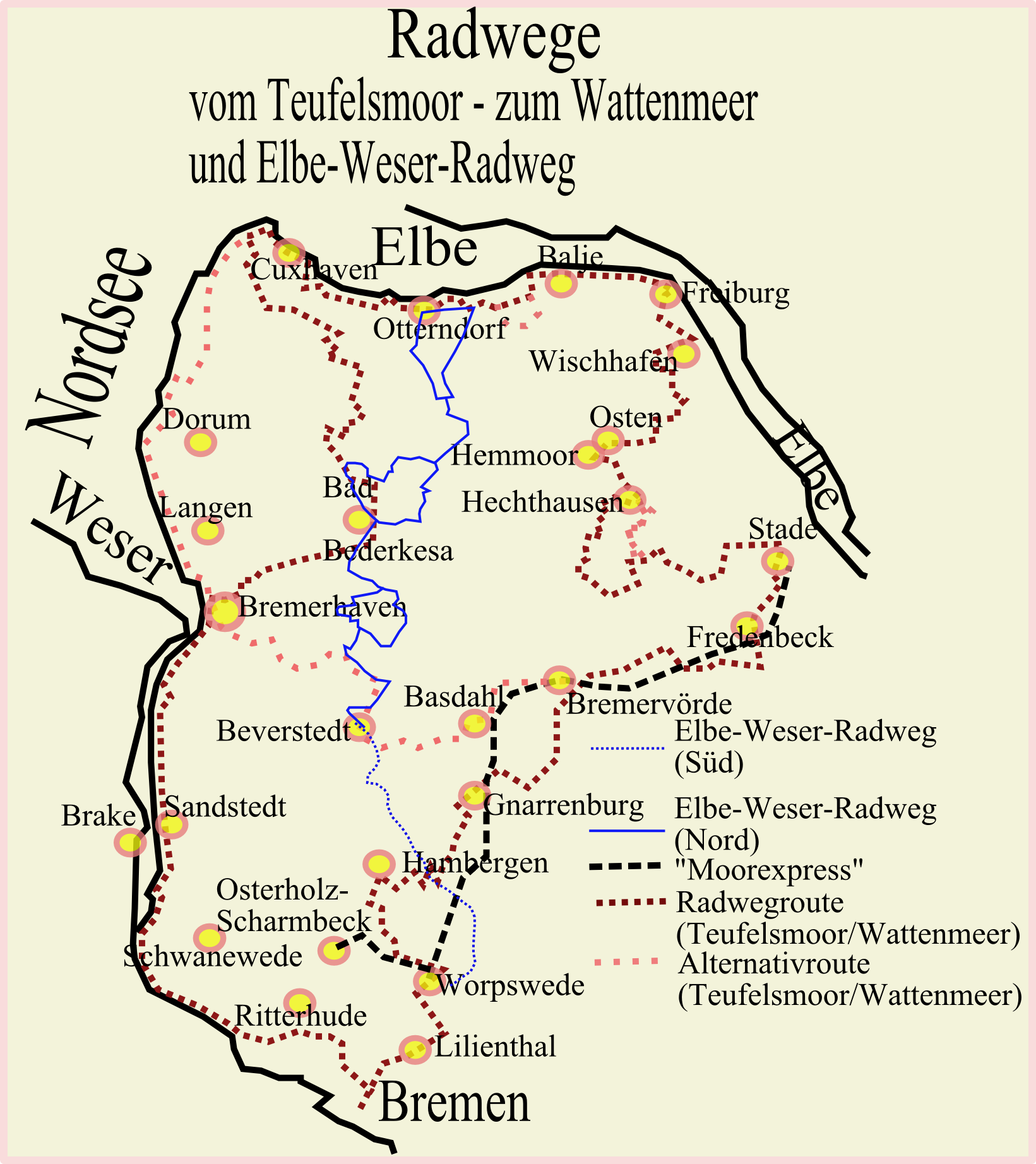
Fietsroutes in de omgeving
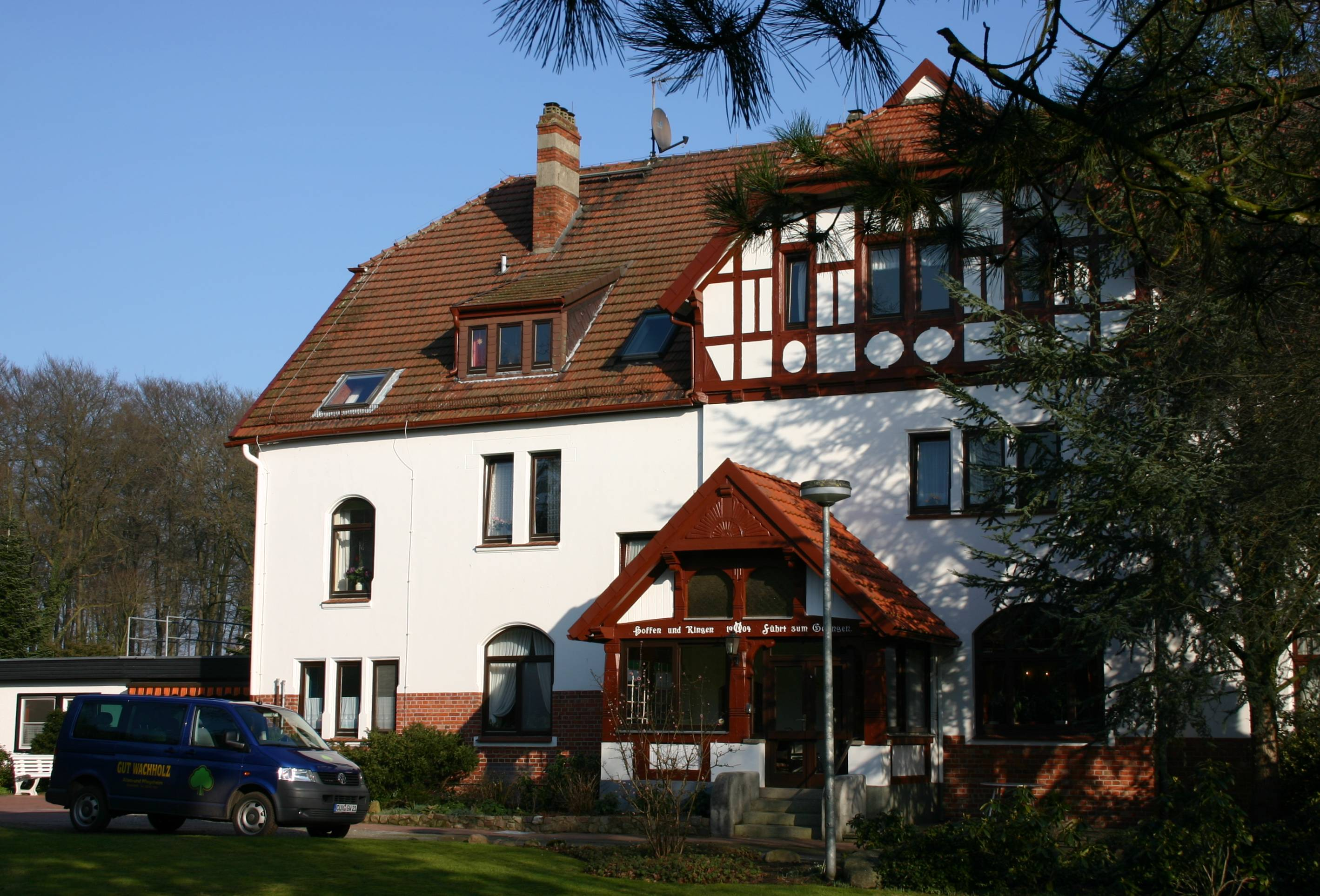
Landhuis Wachholz
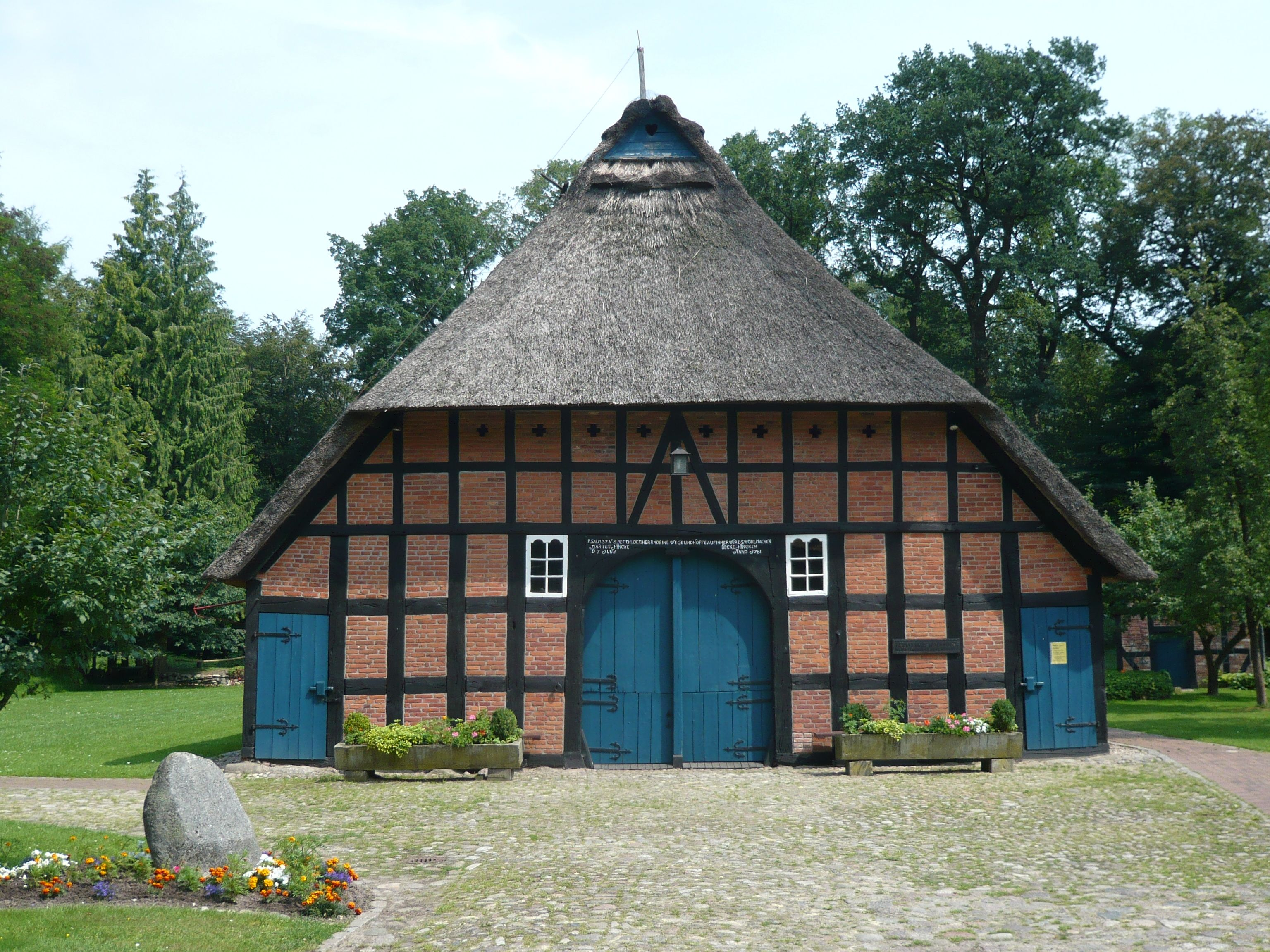
Boerderij Heimathaus Wachholz (1781)
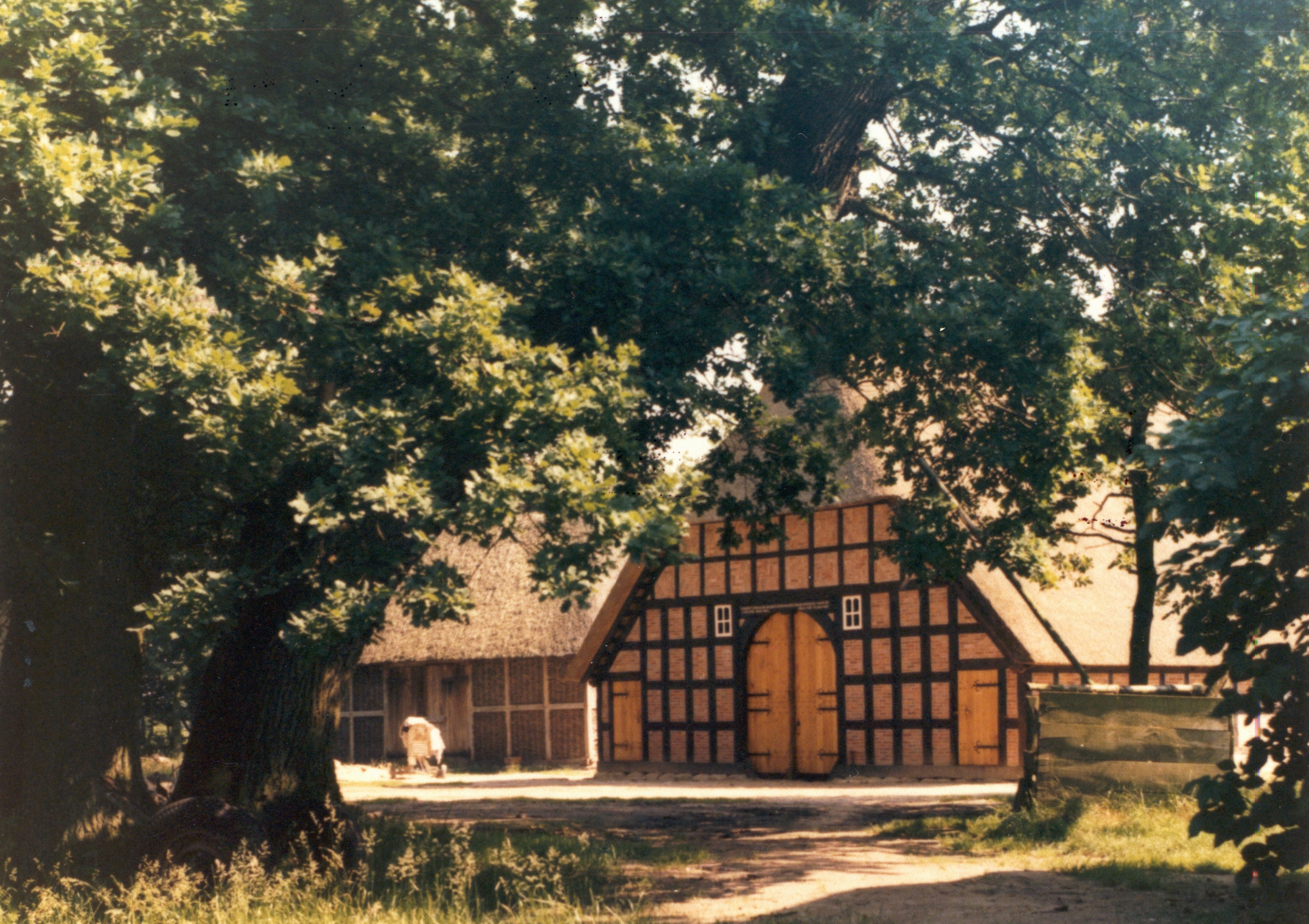
Museumboerderij Frelsdorfer Brink te Frelsdorf
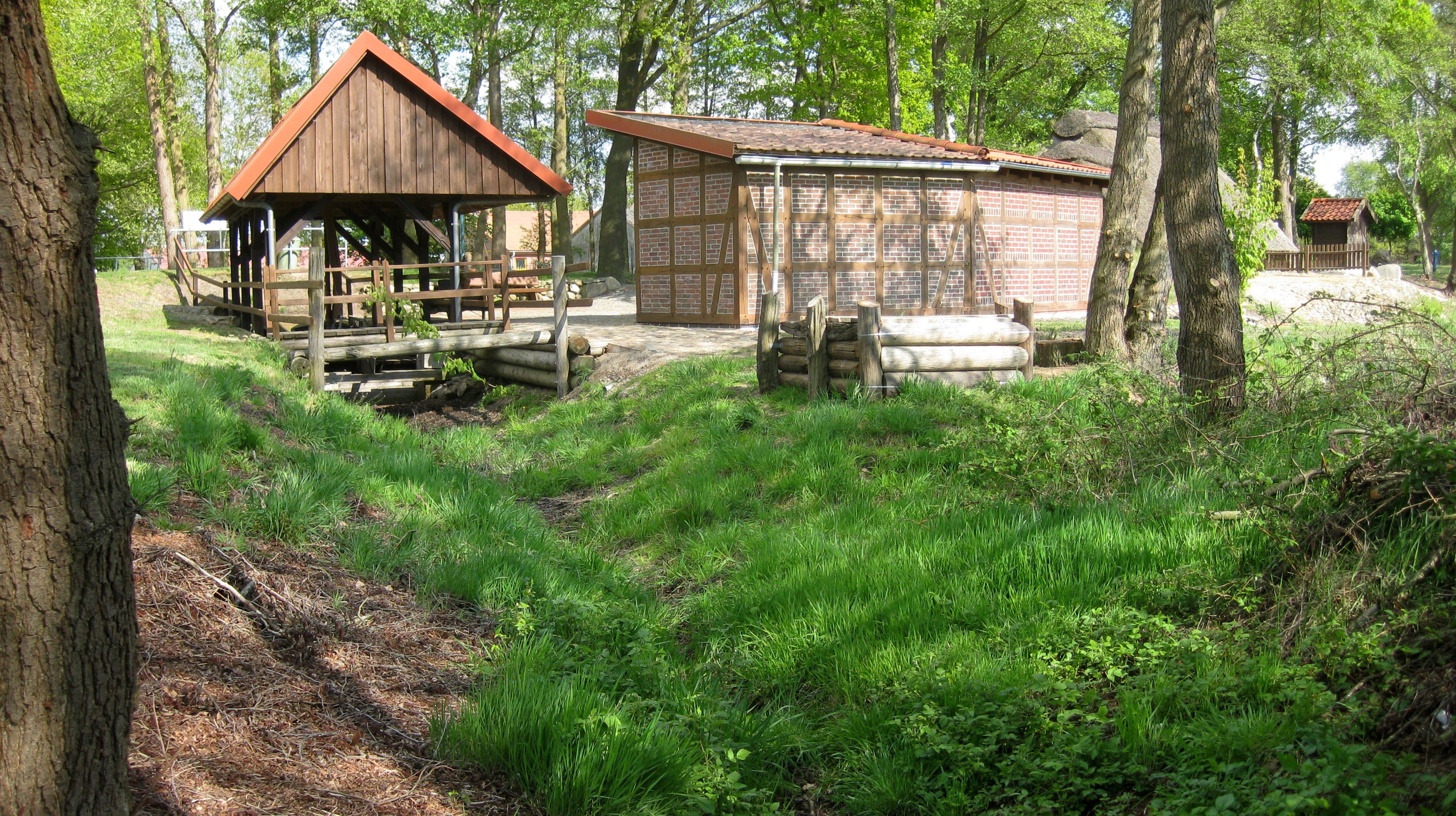
Veenboerderijmuseum Jan vom Moor
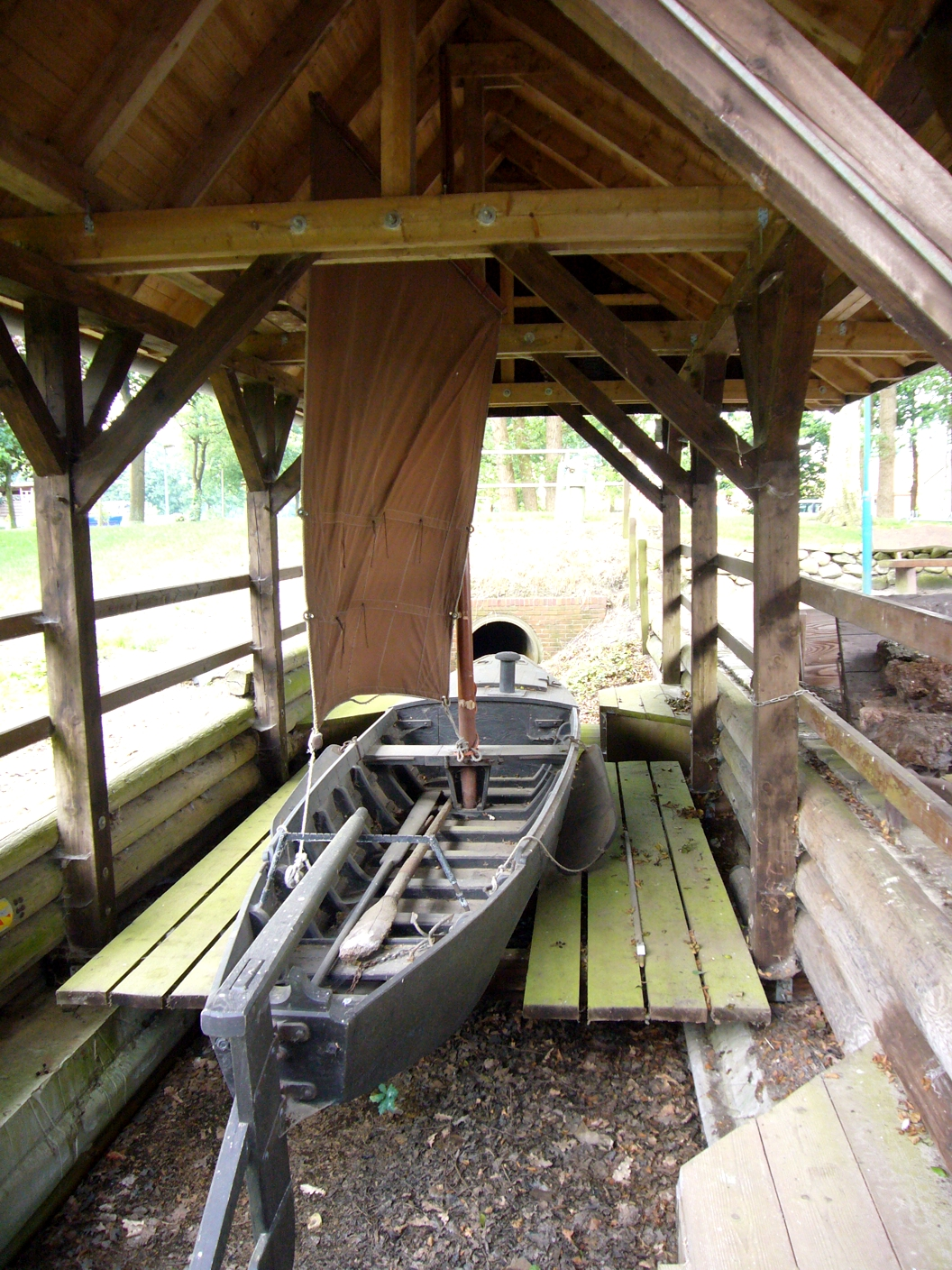
Turfschuitje in dit museum
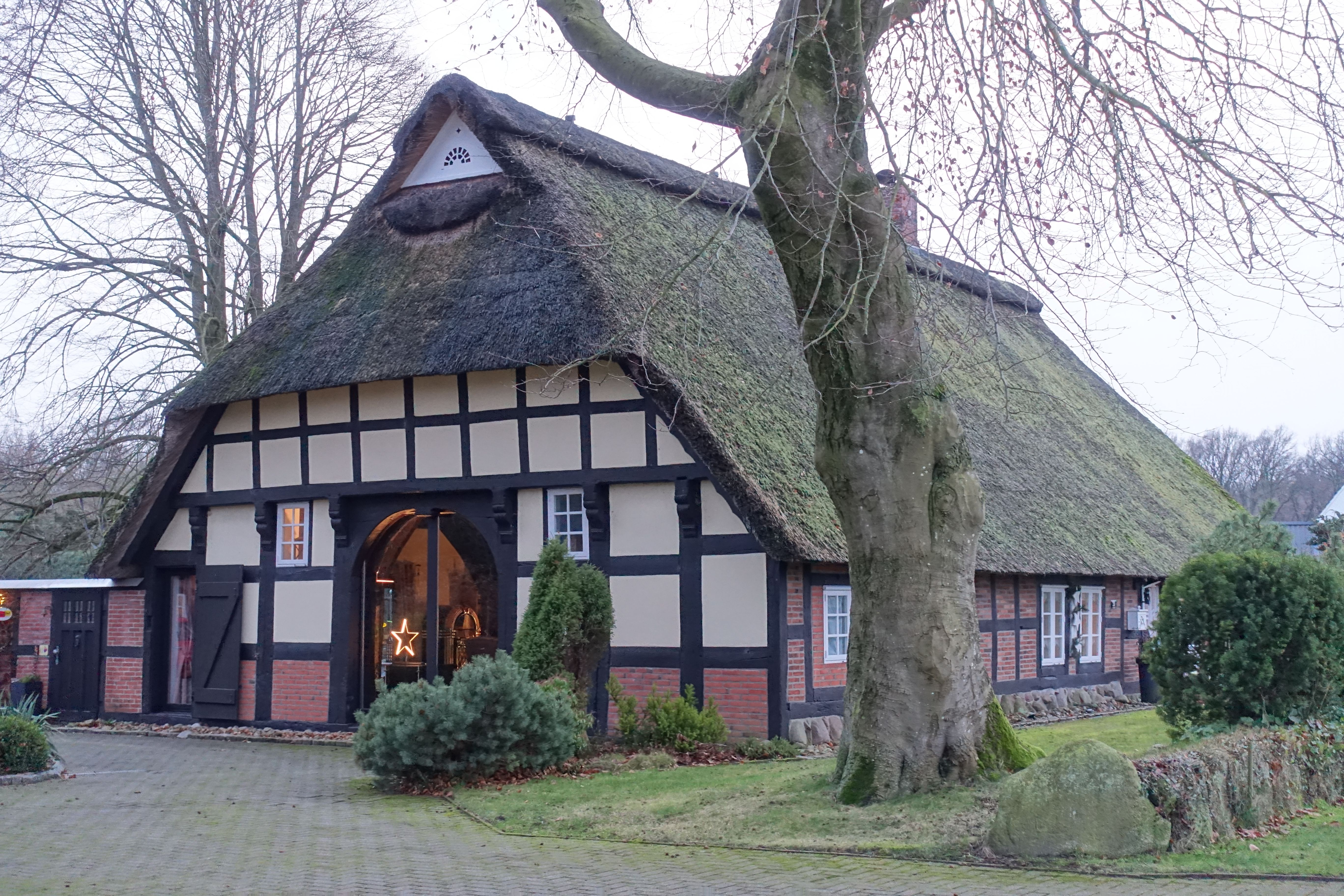
Zeventiende-eeuws boerderijtje bij Wellen
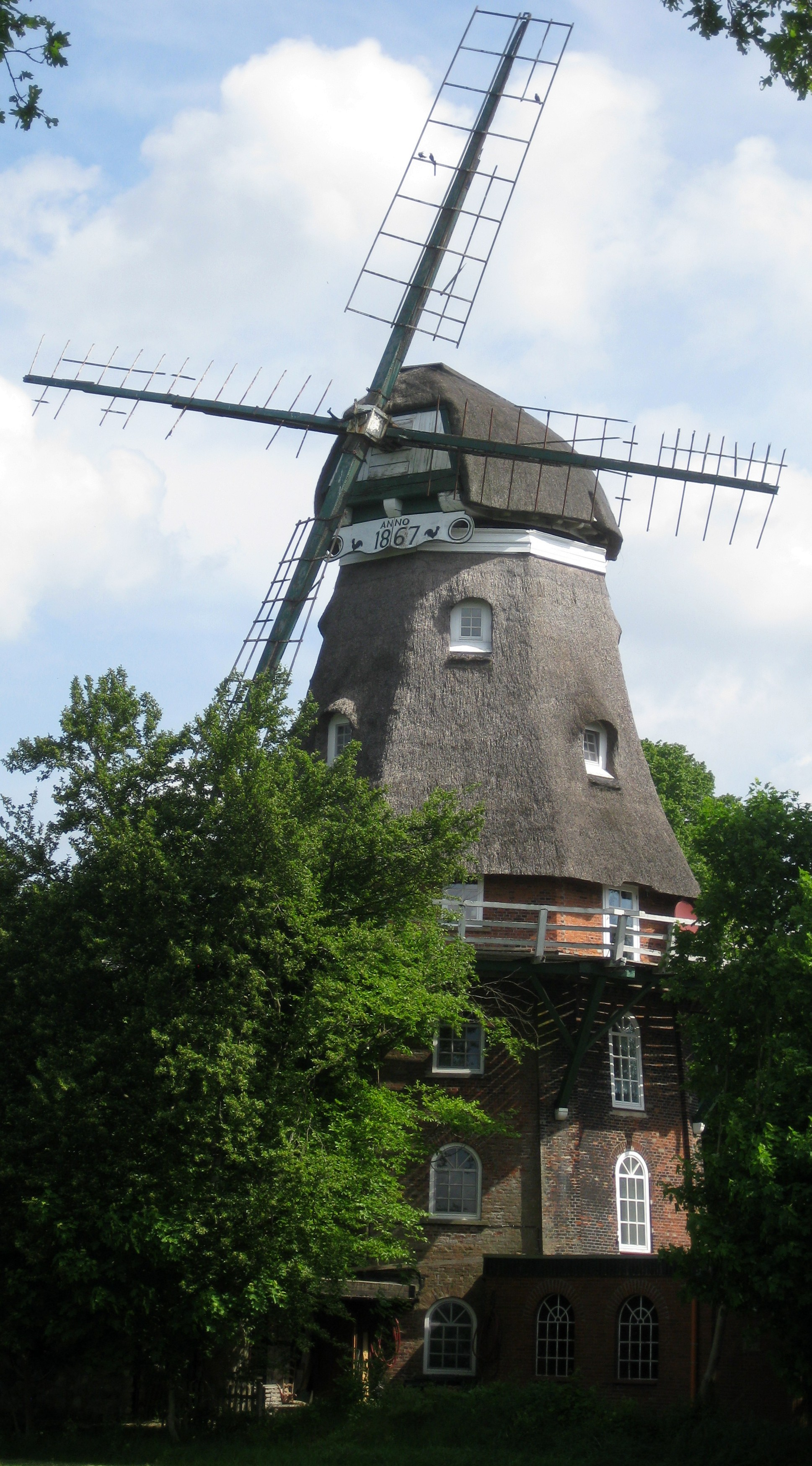
Molen, ten westen van Heerstedt
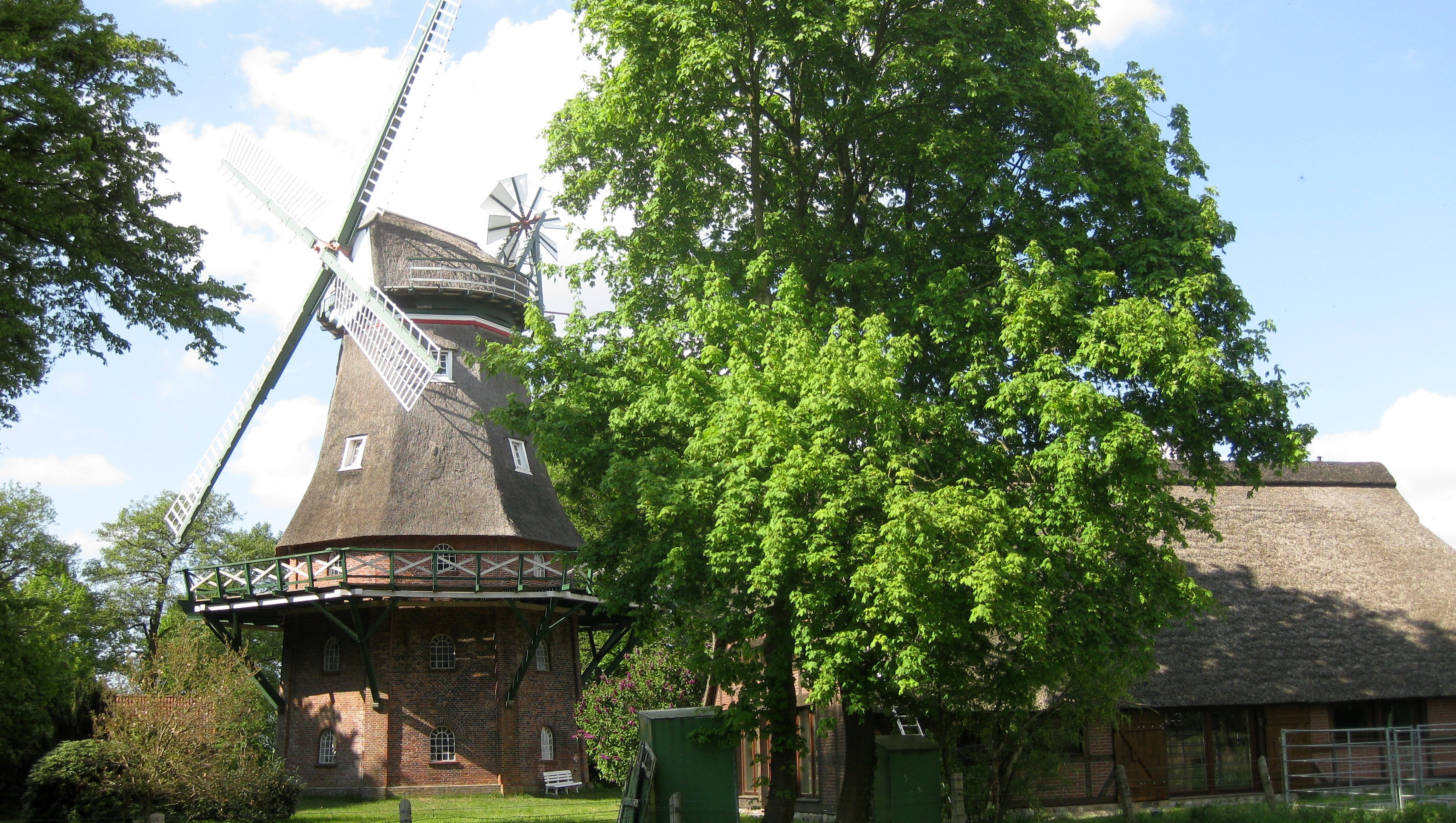
Molen te Hollen
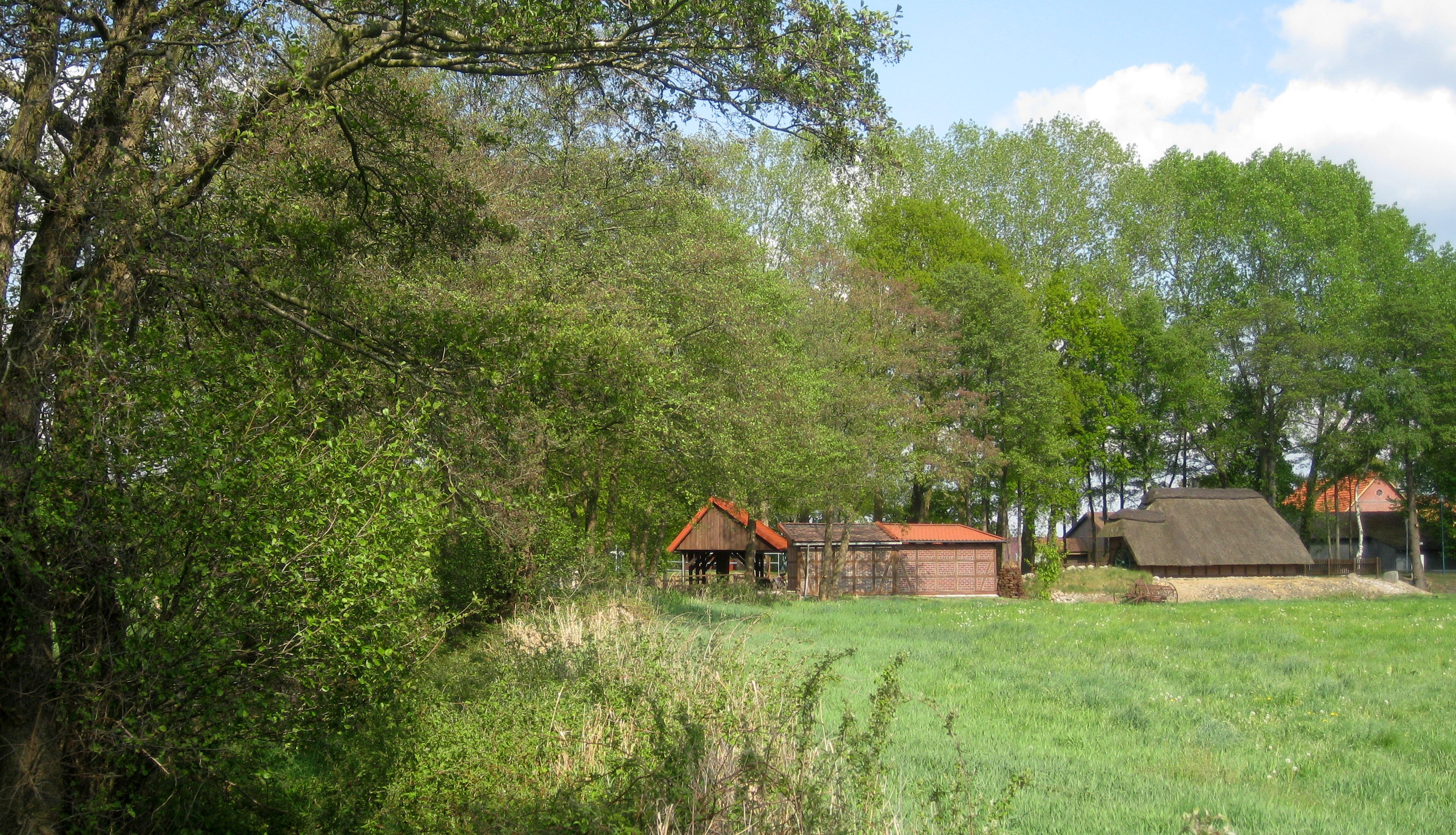
Voormalig veenkanaaltje met jaagpad bij Heise, ten zuidwesten van Hollen
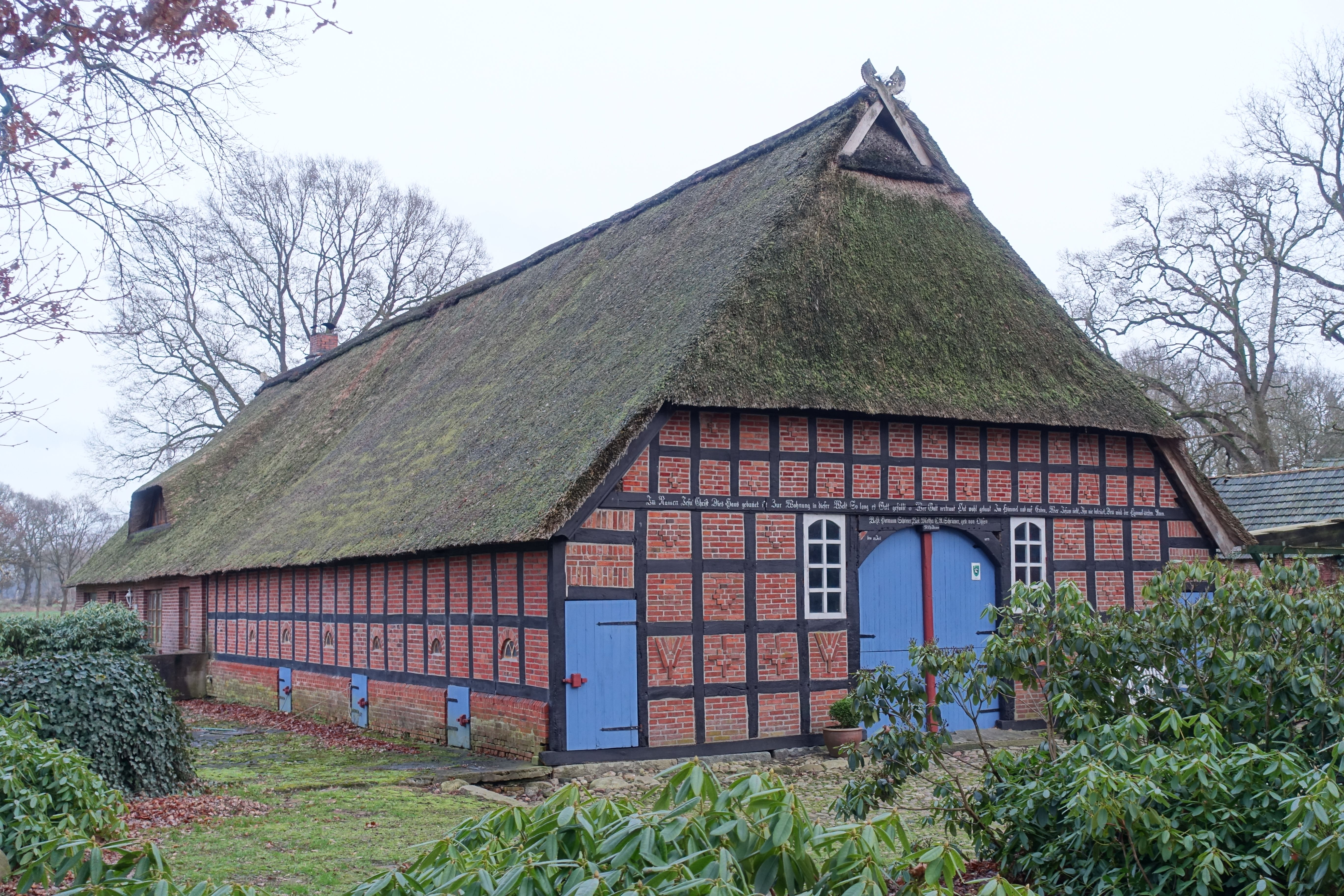
Boerderij bij Kirchwistedt